# Raphael Armattoe

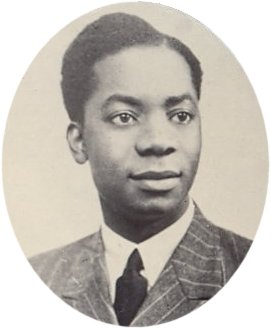
Raphael Armattoe

Raphael Ernest Grail Armattoe (* 12. August 1913 in Keta, Volta Region; † 21. Dezember 1953 in Hamburg) war ein ghanaischer Arzt, Autor und Poet.

## Leben
1930 reiste Armattoe nach Europa, um Medizin zu studieren. Ab 1939 arbeitete er als Arzt in Nordirland, wo er das Lomeshie Institute of Anthropology and Race Biology gründete. 1948 kehrte er nach Ghana zurück.
Armattoe hatte die Wirkung der Abochi-Droge auf parasitären Befall beim Menschen untersucht. Er war politisch als Verfechter der Unabhängigkeit Togos aktiv. 1949 wurde er von Mitgliedern des irischen Parlaments für den Friedensnobelpreis nominiert.
Neben ethnologischen und medizinischen Schriften verfasste er Gedichte. 1950 veröffentlichte er den Gedichtband Between the Forest and the Sea; ein zweiter Band mit dem Titel Deep Down in the Black Man's Mind wurde 1954 posthum veröffentlicht.

## Werke
- The Swiss contribution to western civilization (1944)
- The golden age of West African civilization (1946)
- Space, time, and race;: Or, the age of man in America (1946)
- Personal recollections of the Nobel Laureation Festival of 1947: With an appendix listing all the distinguished guests at the Nobel banquet (1948)